# Campeonato Nacional de la Guayana Francesa 2020-21
El Campeonato Nacional de la Guayana Francesa 2020-21 es la edición número 48 del Campeonato Nacional de la Guayana Francesa.

## Equipos participantes
- AJ Saint-Georges
- AS Étoile Matoury
- ASC Agouado
- ASC Arc en Ciel (P)
- ASC Le Geldar
- ASC Ouest (P)
- ASC Rémire
- ASU Grand Santi
- CSC Cayenne
- FC Oyapock
- Loyola OC (P)
- Olympique Cayenne (C)
- SC Kouroucien
- US Matoury
- US Sinnamary (P)

## Fase 1
Actualizado el 15 de Mayo de 2021

### Grupo A
| Pos. | Equipo            | PJ | PG | PE | PP | GF | GC | DG  | Pts. | Clasificado a              |
| ---- | ----------------- | -- | -- | -- | -- | -- | -- | --- | ---- | -------------------------- |
| 1    | AS Étoile Matoury | 10 | 6  | 3  | 1  | 24 | 12 | +12 | 31   | Final de campeonato        |
| 2    | US Sinnamary      | 10 | 5  | 2  | 3  | 19 | 10 | +9  | 27   |                            |
| 3    | Loyola OC         | 10 | 5  | 1  | 4  | 14 | 16 | -2  | 26   |                            |
| 4    | Olympique Cayenne | 11 | 4  | 2  | 5  | 19 | 18 | +1  | 25   |                            |
| 5    | FC Oyapock        | 9  | 5  | 0  | 4  | 19 | 20 | -1  | 24   | Juego por la permanencia   |
| 6    | AJ Saint-Georges  | 9  | 3  | 3  | 3  | 16 | 16 | 0   | 21   | Promoción de Honor 2021-22 |
| 7    | SC Kouroucien     | 10 | 2  | 2  | 6  | 14 | 22 | -8  | 18   | Promoción de Honor 2021-22 |
| 8    | ASC Agouado       | 7  | 1  | 1  | 5  | 11 | 22 | -11 | 11   | Promoción de Honor 2021-22 |

### Grupo B
| Pos. | Equipo          | PJ | PG | PE | PP | GF | GC | DG  | Pts. | Clasificado a              |
| ---- | --------------- | -- | -- | -- | -- | -- | -- | --- | ---- | -------------------------- |
| 1    | US Matoury      | 8  | 5  | 2  | 1  | 28 | 7  | +21 | 25   | Final de campeonato        |
| 2    | ASU Grand Santi | 5  | 5  | 0  | 0  | 11 | 4  | +7  | 20   |                            |
| 3    | CSC Cayenne     | 9  | 1  | 2  | 6  | 7  | 19 | -12 | 14   |                            |
| 4    | ASC Arc en Ciel | 7  | 2  | 0  | 5  | 11 | 24 | -13 | 13   |                            |
| 5    | ASC Le Geldar   | 5  | 2  | 1  | 2  | 8  | 7  | +1  | 12   | Juego por la permanencia   |
| 6    | ASC Ouest       | 5  | 2  | 1  | 2  | 12 | 12 | 0   | 12   | Promoción de Honor 2021-22 |
| 7    | ASC Rémire      | 5  | 1  | 2  | 2  | 7  | 11 | -4  | 10   | Promoción de Honor 2021-22 |